# AS TIME GOES BY (HIM-eggの曲)
「AS TIME GOES BY」（アズ・タイム・ゴーズ・バイ）は、ガールズ・ユニットのHIM-eggの曲。1996年にシングルがリリースされた。HIM-eggは、音楽プロジェクト兼ボーカル＆ダンス・ユニットのHIMがプロデュースをしているユニットで、本曲の作詞はHIMのメンバーであるHIMK（shungo.）、作曲はHIMを主宰する伊秩弘将による。
後にhiroによってカバーされ、1999年にソロ1枚目のシングルとしてリリースされた。

## HIM-eggのシングル
HIM-eggのシングル『AS TIME GOES BY』は、1996年8月1日にSony Recordsからリリースされた。作曲は「HIM」名義となっている。プロデュースを行ったHIMによる2枚目のアルバム『HIMIX A2Z』（1997年）に収録された。
ジャケット表裏には、HIM-eggのメンバー3名の他、HIMのボーカル2名・SHIZUKAとSHUNGOも登場している。
デックス東京ビーチのCMソングに使われている。
メロディー・セクストンがコーラスとフェイクで参加。

### シングル収録曲（HIM-egg版）
1. AS TIME GOES BY
作詞:HIMK / 作曲:HIM / 編曲:HIM & Y.MIZUSHIMA
2. AS TIME GOES BY (ORIGINAL KARAOKE)

## hiroのカバー・シングル
hiroのカバーによる『AS TIME GOES BY』は、1999年8月18日にSPEEDと同じレコード会社のトイズファクトリーより、ソロデビューシングルとしてリリースされた。ちなみにソロ初作品は、SPEEDの8枚目のシングル「ALL MY TRUE LOVE」のカップリングに収録された「見つめていたい」である。プロデュースはSPEEDのプロデューサーかつ本楽曲の作曲者でもある伊秩弘将による。
奥菜恵が主演したテレビ朝日系『月曜ドラマ・イン』枠のドラマ『天国のKiss』（同年7月12日 - 9月13日放送）の主題歌に起用された。hiro本人も、藤原竜也が演じた篠原櫂の姉・梢役で、第1話にのみ特別出演している。
90万枚に及ぶ売上で、hiroのソロシングルとしては最大の売上を記録した。

### シングル収録曲（hiro版）
|   | タイトル                        | 時間 | 補足                                       |
| - | ------------------------------- | ---- | ------------------------------------------ |
| 1 | AS TIME GOES BY                 | 5:08 | 作詞：HIMK、作曲：伊秩弘将、編曲：水島康貴 |
| 2 | 夏の背中                        | 4:30 | 作詞・作曲：伊秩弘将、編曲：水島康貴       |
| 3 | Delicious                       | 4:49 | 作詞・作曲：伊秩弘将、編曲：水島康貴       |
| 4 | AS TIME GOES BY (Instrumental） | 5:08 |                                            |
| 5 | 夏の背中 (Instrumental)         | 4:30 |                                            |

### 収録アルバム・DVD
| アルバム/DVD      | 収録タイトル              | 発売日        | 収録作品            |
| ----------------- | ------------------------- | ------------- | ------------------- |
| 1stアルバム       | BRILLIANT                 | 2001年1月31日 | 03. AS TIME GOES BY |
| 1stアルバム       | BRILLIANT                 | 2001年1月31日 | 14. Delicious       |
| クリップ集（DVD） | BRILLIANT ON FILMS        | 2001年4月18日 | 03. AS TIME GOES BY |
| ベストアルバム    | 寛 シングル・コレクション | 2006年2月1日  | 02. AS TIME GOES BY |
| クリップ集（DVD） | 寛 クリップ・コレクション | 2006年2月1日  | 02. AS TIME GOES BY |